# Bryobia aetnensis
Bryobia aetnensis är en spindeldjursart som beskrevs av Vacante 1983. Bryobia aetnensis ingår i släktet Bryobia och familjen Tetranychidae. Inga underarter finns listade.